# Cinacalcet
Le cinacalcet est un médicament activant les récepteurs sensibles au calcium et utilisé, en particulier, dans l'insuffisance rénale chronique et l'hyperparathyroïdie.

## Action
Au cours de l'insuffisance rénale chronique, il diminue le taux de parathormone en augmentant la sensibilité de la glande parathyroïde au calcium extracellulaire par une action sur le récepteur sensible au calcium (CaSR), améliorant ainsi l'équilibration de la calcémie.
Une action bénéfique sur le taux de complications cardiovasculaires a été suspectée mais pas confirmée par une étude spécifique, bien  qu'il semble exister une diminution des calcifications vasculaires.

## Effets secondaires
Les plus courants sont les nausées et les vomissements, habituellement modérées en intensité.